# Cuerpos del ejército australiano y neozelandés

Tropas australianas del ANZAC en la batalla de Galípoli en 1915 durante la Primera Guerra Mundial.

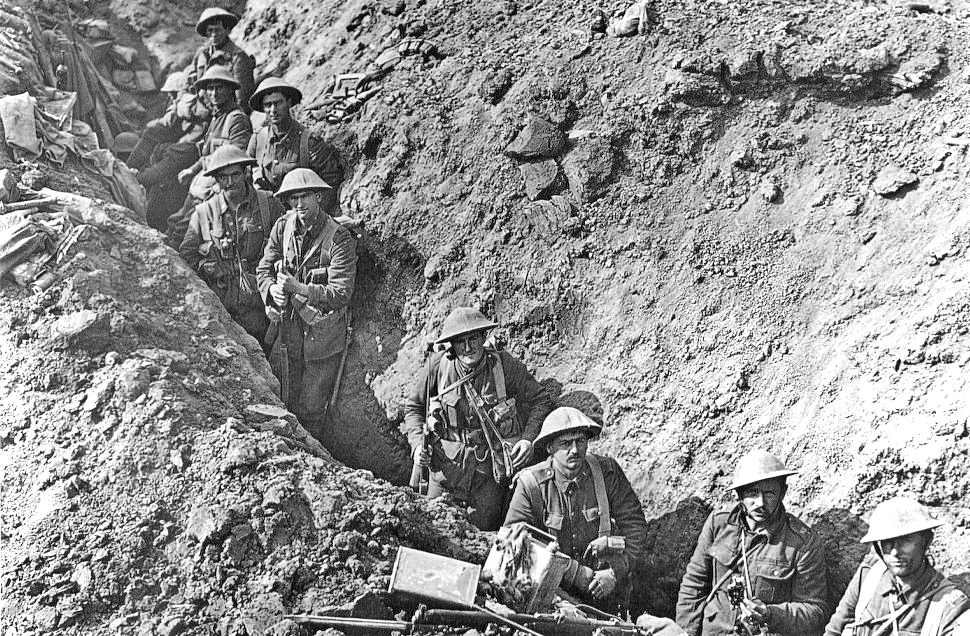
Soldados neozelandeses del ANZAC, Infantería del 2.° batallón, Regimiento de Auckland en la batalla del Somme, septiembre de 1916.

Los cuerpos del ejército australiano y neozelandés (en inglés, Australian and New Zealand Army Corps, más conocido por sus siglas ANZAC) son las siglas en inglés que designan un ejército conjunto de Australia y Nueva Zelanda en tiempos de guerra. El término se originó en 1915 con ocasión del desembarco combinado de fuerzas aliadas y que combatió en la batalla de Galípoli durante la Primera Guerra Mundial.

## ANZAC Day
ANZAC Day («Día ANZAC»), conmemorado el 25 de abril, es un día no laborable en Australia y Nueva Zelanda y es probablemente el día más importante del calendario de estos dos países [cita requerida]. El día comienza con el solemne y espiritual Dawn service (Ceremonia de Alba) en el cual un solitario clarín toca el toque de retreta, esto es seguido por dos minutos de silencio que concluyen con el toque de diana. A lo largo del día tienen lugar desfiles de veteranos de guerra en todas las localidades, desde las ciudades hasta los más pequeños pueblos. El desfile que se realiza en las capitales estatales se transmite por televisión.
El ANZAC Day se creó para conmemorar la primera acción militar de las fuerzas australianas y neozelandesas en la batalla de Galípoli, durante la Primera Guerra Mundial. En esta campaña los ANZAC desembarcaron en Galípoli junto con fuerzas del Reino Unido de Gran Bretaña e Irlanda y Francia, y lucharon en una sangrienta batalla que terminó en retirada con la evacuación el 20 de diciembre de 1915. Esta campaña costó la vida a 8.141 soldados ANZAC y más de 18.000 fueron heridos.
Aunque esta campaña se puede considerar un fracaso, Australia y Nueva Zelanda la consideran el comienzo de la creación de una verdadera nación y la esencia de lo que significa ser australiano o neozelandés: hombres de distintos orígenes y clases demostraron valor en el combate, honor bajo presión, siempre dándole una mano a un compañero. Esta esencia se le llama el espíritu del ANZAC: las cualidades de valor, sacrificio y compañerismo (mateship) que se demostró en Galípoli.
Todos los años en el "ANZAC day" se recuerdan los sacrificios de todos los soldados que han participado en las distintas guerras y de los que dieron su vida por su país. Es un día para reflexionar y recordar la futilidad, brutalidad y los diferentes significados de las distintas guerras.